# Jamie Foxx
Jamie Foxx, född Eric Marlon Bishop den 13 december 1967 i Terrell i Kaufman County, Texas, är en amerikansk skådespelare, komiker, sångare, låtskrivare och musikproducent. Hans roll i filmen Ray (2004) belönades flerfaldigt: med en Oscar för bästa manliga huvudroll; den brittiska filmindustrins British Academy of Film and Television Arts (BAFTA) för bästa skådespelare samt utmärkelsen Golden Globe Award för bästa skådespelare inom musik-komedi. Han har också vunnit en Grammy och givit ut tre musikalbum som placerats högt på listan Billboard 200: Unpredictable som toppade listan och Intuition. Sedan år 2007 finns hans namn på en stjärna på Hollywood Walk of Fame. Jamie Foxx började spela och sjunga som barn och är utbildad musiker. Han har en dotter, Corinne Bishop, som föddes år 1995.

## Tidigt liv
Eric Marlon Bishop föddes 13 december 1967 i Terrell, Texas av föräldrarna Louise Annette Talley Dixon och Darrell Bishop som övergav honom efter sju månader. Han växte upp i en strikt baptistisk miljö hos sin mors adoptivföräldrar, Estelle och Mark Talley. Staden Terrell var på den tiden ett rassegregerat samhälle. På sin mormors begäran började han spela piano när han var fem år och som tonåring var han deltidspianist och körledare i Terrells New Hope Baptist Church. Eric Bishop gick i gymnasiet på Terrell High School och fick högsta slutbetyg. Han spelade basket och amerikansk fotboll som quarterback och siktade på att spela för laget Dallas Cowboys. Han sjöng också i ett band som hette Leather and Lace. Efter gymnasiet erhöll han ett stipendium till United States International University där han studerade klassisk musik och komposition. Han har många gånger uttryckt erkänsla för sin mormor vars inflytande har hjälpt honom till en framgångsrik karriär.

## Karriär

### Komedi
Eric Bishops första uppträdande på en komediklubb var år 1989 när han antog en flickväns utmaningar. När han märkte att kvinnliga komiker många gånger kallades först till scenen så ändrade han sitt namn till Jamie Foxx och tänkte att det var tillräckligt mångtydigt för att undvika partiskhet. Efternamnet är en tribut till komikern Redd Foxx.

### TV
Jamie Foxx medverkade i tv-serien In Living Color år 1991 och spelade därefter en återkommande roll i dramakomediserien Roc. Mellan år 1996 och 2001 uppträdde han i sin egen sitcom, The Jamie Foxx Show.

### Film
Den första spelfilmen som Jamie Foxx medverkade i var komedin Toys (1992). Det dröjde tills år 1999 innan han fick en dramaroll, i Oliver Stones film Any Given Sunday (1999) där han spelade en festlysten amerikansk fotbollsspelare. Hans bakgrund som fotbollsspelare bidrog till att han fick rollen. År 2004 spelade han mot Tom Cruise i rollen som taxiföraren Max Durocher i filmen Collateral. Han nominerades till en Oscar för bästa manliga biroll, samt ett flertal andra stora utmärkelser. Samma år vann han en Oscar för bästa manliga huvudroll för sitt porträtt av musikern Ray Charles i filmen Ray. Han vann också den brittiska motsvarigheten, BAFTA, för bästa skådespelare i en ledande roll.
Förutom Al Pacino är Jamie Foxx den enda manliga skådespelaren som samma år har nominerats till två Oscar för två olika filmer (2004, Ray och Collateral). Året därpå blev han erbjuden en plats i Academy of Motion Picture Arts and Sciences. Han har också skådespelat i filmerna Jarhead, Miami Vice och Dreamgirls som alla var storsäljande "box-office hits. " I filmen The Kingdom (2007) hade han en ledande roll mot Chris Hopper, Jennifer Garner och Ashraf Barhom.
I september 2007 tillerkändes Jamie Foxx en stjärna på promenadgatan Hollywood Walk of Fame i filmstaden Los Angeles. Han sa att det var "en av de mest fantastiska dagarna i mitt liv". År 2009 spelade Jamie Foxx en ledande roll i dramafilmen Solisten
2012 spelade han den fritagna slaven Django i filmen Django Unchained.
2013 spelade han president Sawyer i actionthrillern White House Down tillsammans med Channing Tatum. Samma år fick han rollen som superskurken Electro i The Amazing Spider-Man 2. 2020 repriserade han rollen som Electro i Spider-Man: No Way Home.

### Musik

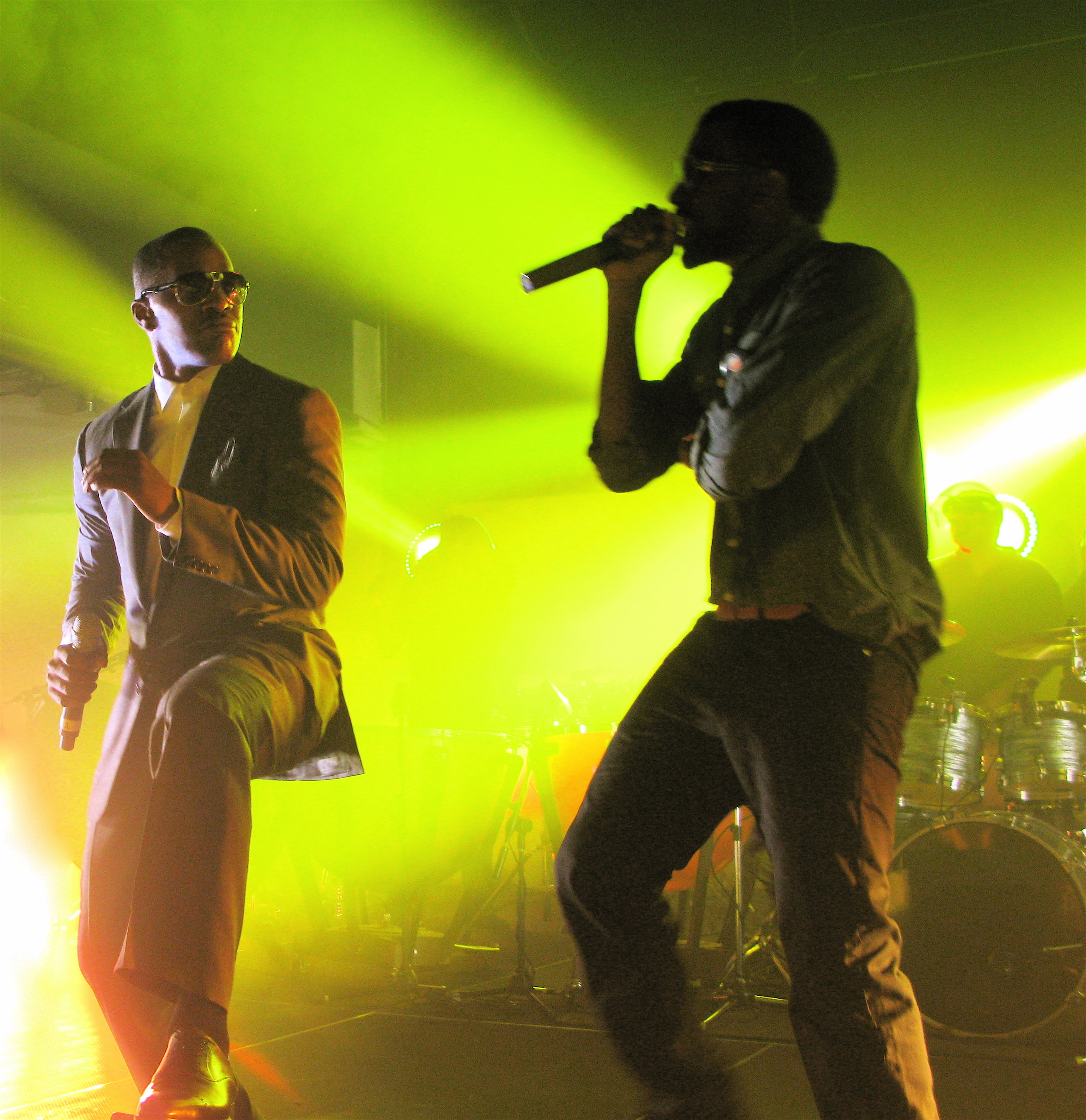
Jamie Foxx och Kanye West.

Jamie Foxx tog pianolektioner redan vid fem års ålder. Det första musikalbumet, Peep This gavs ut år 1994 av skivbolaget Fox. År 2004 medverkade han och Kanye West på rapparen Twistas låt Slow Jamz som blev etta på den amerikanska singellistan Billboard Hot 100 och trea på den brittiska listan UK Singles Chart. Jamie Foxx medverkade också på Kanye Wests låt Gold digger. Låten, I Got a Woman gick direkt in på Billboard Hot 100-listans förstaplats och låg kvar där i tio veckor. År 2005 medverkade Jamie Foxx också på rapparna Ludacris och Field Mobs singel Georgia, en sampling av Ray Charles hitsång Georgia on My Mind.
Jamie Foxxs andra musikalbum Unpredictable gavs ut år 2005 och listades direkt som nummer två och sålde 598 000 exemplar under den första veckan. Veckan därpå såldes ytterligare 200 000 exemplar och skivan nådde Billboards förstaplats. Försäljningen har sedan dess fördubblats och skivan har platinumcertifierats två gånger av musikbranschorganisationen RIAA.
Det tredje albumet Intuition innehöll singeln Blame It som nådde femte plats på listan Hot 100 och första plats på samma musikmagasins lista Hot R&B/Hip-Hop Songs. I sångens musikvideo medverkade välkända skådespelare som Forest Whitaker, Samuel L. Jackson, Ron Howard, Quincy Jones och Jake Gyllenhaal. På musikalbumet medverkade sångarna Kanye West, T.I., Lil Wayne och T-Pain.
Jamie Foxxs fjärde album, Body ska ges ut 20 juli 2010. Albumets första singel heter Winner. Justin Timberlake och T.I. medverkar.
Jamie Foxx är den fjärde artisten som har vunnit en Oscar för en spelroll och även har en första rekordplats för ett skivalbum. De andra tre som har lyckats med detta är Frank Sinatra, Bing Crosby och Barbra Streisand.

## Diskografi

### Studioalbum
| Peep This                                             | - Släppt: 19 juli 1994 - Skivbolag: 20th Century Records - Format: CD, kassettband, digital nedladdning | 78 | 12 |                                              |                 |
| Unpredictable                                         | - Släppt: 20 december 2005 - Skivbolag: J Records - Format: CD, LP, digital nedladdning                 | 1  | 1  | - RIAA: 2× Platinum - MC: Guld - BPI: Silver | - US: 1,998,000 |
| Intuition                                             | - Släppt: 16 december 2008 - Skivbolag: J Records - Format: CD, digital nedladdning                     | 3  | 1  | - RIAA: Platinum                             | - US: 1,000,000 |
| Best Night of My Life                                 | - Släppt: December 21, 2010 - Skivbolag: J Records - Format: CD, digital nedladdning                    | 6  | 2  |                                              |                 |
| "—" betecknar att albumet inte tog sig upp på listan. | |    |    |                                              |                 |

### Singlar

#### Som huvudartist
| Titel                                                        | År   | Högsta positioner | Högsta positioner | Högsta positioner | Högsta positioner | Högsta positioner | Högsta positioner | Certifikat       | Album                 |
| Titel                                                        | År   | US                | US R&B            | AUS               | CAN               | NZ                | UK                | Certifikat       | Album                 |
| ------------------------------------------------------------ | ---- | ----------------- | ----------------- | ----------------- | ----------------- | ----------------- | ----------------- | ---------------- | --------------------- |
| "Infatuation"                                                | 1994 | 92                | 36                | —                 | —                 | —                 | —                 |                  | Peep This             |
| "Experiment"                                                 | 1994 | —                 | 88                | —                 | —                 | —                 | —                 |                  | Peep This             |
| "Unpredictable" (med Ludacris)                               | 2005 | 8                 | 2                 | 22                | —                 | 13                | 16                | - RIAA: Platinum | Unpredictable         |
| "Extravaganza" (med Kanye West)                              | 2006 | —                 | 52                | 44                | —                 | —                 | 43                |                  | Unpredictable         |
| "DJ Play a Love Song" (med Twista)                           | 2006 | 45                | 5                 | —                 | —                 | —                 | —                 | - RIAA: Guld     | Unpredictable         |
| "Can I Take U Home"                                          | 2006 | —                 | 48                | —                 | —                 | —                 | —                 |                  | Unpredictable         |
| "Just Like Me" (med T.I.)                                    | 2008 | 49                | 8                 | 91                | —                 | 12                | —                 | - RIAA: Guld     | Intuition             |
| "She Got Her Own" (med Ne-Yo & Fabolous)                     | 2008 | 54                | 2                 | —                 | —                 | —                 | —                 |                  | Intuition             |
| "Blame It" (med T-Pain)                                      | 2009 | 2                 | 1                 | 83                | 7                 | 29                | 123               | - RIAA: Platinum | Intuition             |
| "Digital Girl" (Remix) (med Drake, Kanye West och The-Dream) | 2009 | 92                | 37                | —                 | —                 | —                 | —                 |                  | Intuition             |
| "Winner" (med Justin Timberlake och T.I.)                    | 2010 | 28                | 65                | —                 | 23                | 28                | —                 |                  | Best Night of My Life |
| "Living Better Now" (med Rick Ross)                          | 2010 | —                 | 81                | —                 | —                 | —                 | —                 |                  | Best Night of My Life |
| "Fall for Your Type" (med Drake)                             | 2010 | 50                | 1                 | —                 | —                 | —                 | —                 |                  | Best Night of My Life |
| "Best Night of My Life" (med Wiz Khalifa)                    | 2011 | 108               | 12                | —                 | —                 | —                 | —                 |                  | Best Night of My Life |
| "—" betecknar att låten inte tog sig upp på listan.          |      |                   |                   |                   |                   |                   |                   |                  |                       |

#### Som gästartist
| 2003                                                | "Slow Jamz" (Twista med Kanye West och Jamie Foxx)            | 1  | 1  | Kamikaze / The College Dropout |
| 2005                                                | "Gold Digger" (Kanye West med Jamie Foxx)                     | 1  | 1  | Late Registration              |
| 2005                                                | "Georgia" (Field Mob med Ludacris och Jamie Foxx)             | 39 | 31 | Light Poles and Pine Trees     |
| 2006                                                | "Live in the Sky" (T.I. med Jamie Foxx)                       | —  | 59 | King                           |
| 2008                                                | "Please Excuse My Hands" (Plies med Jamie Foxx och The-Dream) | 66 | 8  | Definition of Real             |
| "—" betecknar att låten inte tog sig upp på listan. |                                                               |    |    |                                |

#### Övriga låtar
| År   | Låt                               | Högsta positioner | Album                 |
| År   | Låt                               | U.S. R&B          | Album                 |
| ---- | --------------------------------- | ----------------- | --------------------- |
| 2008 | "I Don't Need It" (med Timbaland) | 42                | Intuition             |
| 2008 | "Number One" (med Lil Wayne)      | 107               | Intuition             |
| 2010 | "Speak French" (med Gucci Mane)   | 97                | Best Night of My Life |

#### Gästspel
| År   | Låt                    | Artist(er)    | Album                                            |
| ---- | ---------------------- | ------------- | ------------------------------------------------ |
| 1998 | "T-Shirt & Panties"    | Adina Howard  | Woo OST                                          |
| 2003 | "Where Home Is"        | MC Lyte       | Da Undaground Heat, Vol. 1                       |
| 2005 | "Build You Up"         | 50 Cent       | The Massacre                                     |
| 2005 | "When I Get You Home"  | Twista        | The Day After                                    |
| 2006 | "Best Dress"           | LL Cool J     | Todd Smith                                       |
| 2006 | "Partners for Life"    | Diddy         | Press Play                                       |
| 2006 | "Around the World"     | Game          | Doctor's Advocate                                |
| 2006 | "Psst!!"               | Snoop Dogg    | Tha Blue Carpet Treatment                        |
| 2007 | "She Goes All the Way" | Rascal Flatts | Still Feels Good                                 |
| 2008 | "Decisions"            | Busta Rhymes  | Back on My B.S.                                  |
| 2008 | "Contagious"           | Ludacris      | Theater of the Mind                              |
| 2010 | " Hustle Blood"        | Big Boi       | " Sir Lucious Left Foot: The Son of Chico Dusty" |
| 2011 | Where Do We Go         | Pitbull       | Planet Pit                                       |
| 2012 | Hallelujah             | Game          | Jesus Piece                                      |

## Filmografi (i urval)

### Filmer
| År   | Titel                                      | Roll                    | Noter        |
| ---- | ------------------------------------------ | ----------------------- | ------------ |
| 1992 | Toys                                       | Baker                   |              |
| 1996 | Sanningen om katter och hundar             | Ed                      |              |
| 1996 | The Great White Hype                       | Hassan El Ruk'n         |              |
| 1997 | Booty Call                                 | Bunz                    |              |
| 1998 | The Players Club                           | Blue                    |              |
| 1999 | Held Up                                    | Michael                 |              |
| 1999 | Any Given Sunday                           | Willie Beamen           |              |
| 2000 | Bait                                       | Alvin Sanders           |              |
| 2001 | Ali                                        | Drew Bundini Brown      |              |
| 2003 | Shade                                      | Larry Jennings          |              |
| 2004 | Breakin' All the Rules                     | Quincy Watson           |              |
| 2004 | Collateral                                 | Max                     |              |
| 2004 | Ray                                        | Ray Charles             |              |
| 2004 | Redemption: The Stan Tookie Williams Story | Tookie                  |              |
| 2005 | Stealth                                    | Lt. Henry Purcell       |              |
| 2005 | Jarhead                                    | Staff Sgt. Sykes        |              |
| 2006 | Miami Vice                                 | Ricardo Tubbs           |              |
| 2006 | Dreamgirls                                 | Curtis Taylor, Jr.      |              |
| 2007 | The Kingdom                                | Ronald Fleury           |              |
| 2009 | Solisten                                   | Nathaniel Ayers         |              |
| 2009 | Law Abiding Citizen                        | Nick Rice               |              |
| 2010 | Valentine's Day                            | Kelvin Moore            |              |
| 2010 | Due Date                                   | Darryl                  |              |
| 2010 | I'm Still Here                             | Sig själv               |              |
| 2011 | Rio                                        | Nico                    | Röstroll     |
| 2011 | Horrible Bosses                            | Dean "Muthafucka" Jones |              |
| 2012 | Django Unchained                           | Django Freeman          |              |
| 2013 | White House Down                           | President James Sawyer  |              |
| 2014 | Rio 2 – Prövar vingarna i Amazonas         | Nico                    | Röstroll     |
| 2014 | The Amazing Spider-Man 2                   | Max Dillon / Electro    |              |
| 2014 | A Million Ways to Die in the West          | Django Freeman          | Cameoroll    |
| 2014 | Annie                                      | Benjamin Stacks         |              |
| 2014 | Horrible Bosses 2                          | Dean "Muthafucka" Jones |              |
| 2017 | Sleepless                                  | Vincent                 |              |
| 2017 | Baby Driver                                | Bats                    |              |
| 2018 | Robin Hood                                 | Lille John              |              |
| 2019 | Just Mercy                                 | Walter McMillian        |              |
| 2020 | Project Power                              | Art Reilly              |              |
| 2020 | Själen                                     | Joseph "Joe" Gardner    | Röstroll     |
| 2021 | Spider-Man: No Way Home                    | Max Dillon / Electro    |              |
| 2022 | Day Shift                                  | Bud Jablonski           |              |
| TBA  | All-Star Weekend                           | Malik / Xavier          | Regi & manus |
| 2023 | Strays                                     |                         |              |

### TV
| År        | Titel                       | Roll                                | Noter                                                                 |
| --------- | --------------------------- | ----------------------------------- | --------------------------------------------------------------------- |
| 1991—1994 | In Living Color             | Olika karaktärer                    | Huvudroll; Säsong 3—5; 95 avsnitt                                     |
| 1992—1993 | Roc                         | Crazy George                        | Säsong 2—3; 7 avsnitt                                                 |
| 1996      | Hangin' with Mr. Cooper     | Coach Armstrong                     | "Rivals" (Säsong 4, Avsnitt 17)                                       |
| 1996      | Moesha                      | Woody                               | "Driving Miss Moesha" (Säsong 1, Avsnitt 6)                           |
| 1996—2001 | The Jamie Foxx Show         | Jamie King                          | Huvudroll; 100 avsnitt; Även skapare, regissör och exekutiv producent |
| 2000/2012 | Saturday Night Live         | Sig själv/Värd                      | Avsnitt: "Jamie Foxx/Blink-182" och "Jamie Foxx/Ne-Yo"                |
| 2001      | 2001 MTV Video Music Awards | Sig själv/Värd                      | TV special                                                            |
| 2004      | Chappelle's Show            | Black Tony Blair                    | Säsong 2, Avsnitt 13                                                  |
| 2011      | When I Was 17               | Sig själv                           | Säsong 3, Avsnitt 50                                                  |
| 2016      | Jackie Robinson             | Jackie Robinson                     | Röstroll, 2 avsnitt                                                   |
| 2017      | White Famous                | Sig själv                           | Avsnitt 1                                                             |
| 2021      | Dad Stop Embarrassing Me!   | Brian Dickson, plus tre roller till | Huvudroll                                                             |